# Archigraptis
Archigraptis es un género de polillas tortrícidas categorizado en la tribu Tortricini, de la subfamilia Tortricinae. Fue descrito por Józef Razowski en 1964.

## Especies
- Archigraptis chrysodesma (Diakonoff, 1952)
- Archigraptis haemorrhaga Tuck, 1988
- Archigraptis limacina Razowski, 1964
- Archigraptis limacinoides Kuznetzov, 1992
- Archigraptis rosei Tuck, 1988
- Archigraptis stauroma (Diakonoff, 1968)
- Archigraptis strigifera Tuck, 1988